# Conradove reforme
Conradove reforme je neformalni naziv za sistem reform, ki jih je vpeljal Franz Conrad von Hötzendorf kot načelnik Generalštaba Avstro-ogrskih oboroženih sil; slednji položaj je zasedel med 18. novembrom 1906 in decembrom 1911 ter med 12. decembrom 1912 in 1. marcem 1917.

## 1901 - 1906
Še predno je Conrad prevzel položaj načelnika generalštaba, se je izkazal kot odličen taktik in inovator na področju vojaške organizacije; dve leti je tako bil član komisije, ki je leta 1901 (in leta 1903 jih še dopolnila) izdala navodila za avstro-ogrsko pehoto, s katerimi so uvedli nekatere novosti: spodbujali fleksibilnost in iniciativo pri poveljniškemu kadru, povečali realizem vojaškega urjenja, izboljšali strelsko urjenje, zmanjšali pomen bajoneta v napadu, artilerijske predpriprave pehotnega napada ter pomen vkopavanja za vojake,...

## 1906 - 1914
Že pred 1. svetovno vojno se je zavzemal za uvedbo vojnega letalstva (Avstro-ogrsko vojno letalstvo) in komunikacijske obveščevalne dejavnosti.

## 1914 - 1917
Njegove največje reforme pa so bile vpeljane med samo prvo svetovno vojno in sicer leta 1917. Zaradi velikega števila žrtev na frontah ter neenakomerne porazdelitve bataljonov po polkih (nekateri polki so imeli zaradi večjega nabornega območja tudi do 10 bataljonov, medtem ko so imeli drugi le po dva) ter uporabe teh presežnih bataljonov izven matičnega polka - polki so organizirali t. i. pohodne bataljone, ki so jih izurili v garniziji in jih nato poslali na fronto, kjer pa so jih uporabili kot samostojne enote oz. jih dodelili drugim polkom, ki so doživeli hude izgube -, je načrtoval in vpeljal strukturno reformo, ki so jo nato izvedli leta 1917. Tako je bila uvedena trobataljonska struktura polka, iz presežnih bataljonov so ustanovili nove polke (s št. od 103-139) ter znotraj vsake divizije so ustanovili še posebni jurišni bataljon (Sturmbataillone); iz štirih polkov, ki jih je imela divizija, so izvzeli po eno četo in jo vključili v jurišni bataljon.
Po reformi so tako obstajale naslednje redne pehotne enote:
- 138 pehotnih polkov (št. 1-35 in 37-139),
- 8 bosansko-hercegovskih pehotnih polkov (1-8),
- 4 cesarskostrelski polki (1-4),
- 32 poljskolovskih bataljonov (1-32),
- 8 bosansko-hercegovskih poljskolovskih bataljonov (1-8) in
- 65 jurišnih bataljonov (1-22, 24-60, 62. 64. 50, 74, 106 in 155).